# Umbrella (bài hát)
"Umbrella" là một bài hát được thu âm bởi nữ ca sĩ người Barbados Rihanna, hợp tác cùng nam rapper người Mỹ Jay-Z. Bài hát được sáng tác bởi The-Dream, Tricky Stewart, Kuk Harrell và Jay-Z, cùng phần sản xuất do Stewart thực hiện, nằm trong album phòng thu thứ ba của Rihanna, Good Girl Gone Bad (2007). Ban đầu, bài hát này được dự định viết cho nữ ca sĩ Britney Spears, nhưng bị hãng thu âm từ chối. "Umbrella" mang các yếu tố pop và R&B, với phần lời nhạc kể về sức mạnh của một chuyện tình lãng mạn và thuần khiết. Nó được tạp chí âm nhạc Rolling Stone liệt vào danh sách 500 bài hát vĩ đại nhất ở vị trí thứ 412.
Umbrella nhận được sự tán dương rộng rãi từ các nhà phê bình âm nhạc, khi phần đông đề cao đoạn hook "ella, ella" cùng giọng ca thuyết phục của Rihanna trong đoạn điệp khúc. Bài hát cũng được xuất hiện trong danh sách các đĩa đơn xuất sắc nhất năm 2007 của nhiều tạp chí uy tín như Entertainment Weekly, Rolling Stone và Time. Đồng thời còn đem về cho Rihanna vô số đề cử và giải thưởng lớn nhỏ. Vào năm 2007, bài hát thắng 2 trên tổng số 4 đề cử được nhận tại lễ trao giải MTV Video Music Awards. Tại đêm trao giải Grammy lần thứ 50, "Umbrella" tiếp tục mang về cho Rihanna và Jay-Z giải "Hợp tác rap/hát xuất sắc nhất", cùng 2 đề cử khác cho "Thu âm của năm" và "Bài hát của năm".
Bài hát này được phát hành dưới dạng đĩa đơn đầu tiên trích từ album vào ngày 29 tháng 3 năm 2007 trên toàn thế giới thông qua hãng thu âm Def Jam Recordings. "Umbrella" cũng là một thành công lớn về mặt thương mại, khi dẫn đầu các bảng xếp hạng tại Úc, Canada, Đức, Tây Ban Nha, Ireland, Thụy Sĩ, Thụy Điển, Anh Quốc và Hoa Kỳ. Tại Anh Quốc, nơi bài hát này nhận được nhiều tranh cãi trong lúc đang xảy ra trận lũ lụt nặng nề vào năm 2007, nó trở thành một trong những bài hát được chơi nhiều nhất trên các trạm phát thanh trong suốt thập kỷ 2000. "Umbrella" còn giữ vững ngôi quán quân UK Singles Chart trong suốt 10 tuần liên tiếp, thời gian nắm giữ lâu hơn bất kỳ đĩa đơn nào trong thập niên đó. Đây từng là một trong những đĩa đơn có cú mở màn kỹ thuật số xuất sắc nhất tại Hoa Kỳ và dẫn đầu Billboard Hot 100 tại đó trong suốt 7 tuần liên tiếp.
Video âm nhạc của đĩa đơn này được đạo diễn bởi Chris Applebaum, với nhiều cảnh Rihanna khỏa thân và được bôi bạc. Video mang về cho Rihanna giải "Video của năm" tại lễ trao giải MTV Video Music Awards năm 2007 và giải "Video được xem nhiều nhất trên MuchMusic.com" tại MuchMusic Video Awards. Bên cạnh nhiều nghệ sĩ không chuyên khác, "Umbrella" còn được trình bày lại bởi nhiều tên tuổi nổi bật ở nhiều thể loại âm nhạc khác nhau, có bao gồm Taylor Swift, Manic Street Preachers, Biffy Clyro, All Time Low, McFly, OneRepublic, Mike Shinoda từ Linkin Park, Vanilla Sky và The Baseballs. Rihanna biểu diễn bài hát này tại MTV Movie Awards 2007, BRIT Awards 2008 và là bài hát hạ màn cho chuyến lưu diễn "Good Girl Gone Bad Tour" (2008), "Last Girl on Earth Tour" (2010) và "Loud Tour" (2011). Bài hát tiếp tục được xuất hiện trong chuyến lưu diễn "Diamonds World Tour" (2013) của cô.

## Bối cảnh thực hiện
Nhà sáng tác và sản xuất nhạc người Mỹ Christopher "Tricky" Stewart cùng hội ngộ với Terius "The-Dream" Nash và Kuk Harrell tại phòng thu Triangle Studios, Atlanta vào tháng 1 năm 2007 để viết bài hát mới. Trong phòng thu, Stewart "vật lộn cùng một âm thanh chũm chọe kỳ lạ", khi anh tìm được một phần mềm nhạc miễn phí mang tên GarageBand nằm trong các máy tính Mac. Khi Nash bị chú ý bởi thứ âm thanh trên, anh hỏi Stewart: "Ôi Chúa tôi, thứ nhịp đó là gì thế?". Khi Stewart nhập hợp âm vào đoạn chũm chọe trên, "ca từ ngay lập tức xuất hiện trong đầu [của Nash]"; ngay sau đó, anh vào buồng thu âm và bắt đầu cất giọng hát. Nash viết 2 đoạn đầu và phần điệp khúc trên nền bài hát của Stewart. Họ nhanh chóng sáng tác lời nhạc và hoàn thành đoạn đầu chỉ trong vòng 60 giây. Họ tiếp tục viết lời, thêm đoạn hook, trong khi "Tricky đưa phần hợp âm tiếp theo". Chỉ trong vài tiếng sau, họ thu âm xong bản thu thử của bài hát. Bài hát được Stewart dự định sáng tác cho Britney Spears, nữ ca sĩ mà anh có dịp hợp tác trong đĩa đơn "Me Against the Music" vào năm 2003. Stewart và Nash nghĩ chính Spears, người từng có "cuộc sống đời tư... đôi chút nổi loạn" trong khoảng thời gian đó, là người cần một sự trở lại ngoạn mục trong sự nghiệp âm nhạc. Họ gửi một bản sao thu thử của bài hát này đến cho quản lý của Spears trong lúc cô thực hiện cho album phòng thu thứ năm của mình, Blackout. Dù vậy, Spears chưa từng được nghe đến bài hát đó vì bị hãng thu âm từ chối, khi khẳng định đã có đủ lượng bài hát để thu âm.
Sau khi bị từ chối, Stewart và Nash tiếp tục gửi bài hát này cho các hãng đĩa khác. Nó từng đến tay của nam ca sĩ kiêm sáng tác nhạc R&B người Anh, Taio Cruz nhưng anh không thể thuyết phục hãng đĩa của mình phát hành nó. Bài hát tiếp tục được chuyển đến cho chủ tịch hãng Island Def Jam, Antonio "L.A." Reid, người thành lập nên phòng thu đầu tiên của Stewart và cũng một người bạn của anh. Đầu tháng 2 năm 2007, bản thu thử được gửi đến cánh tay phải của Reid, nữ quản lý hành chính Karen Kwak, người gửi đến cho Reid cùng một thông báo xác định tìm ra một bài hát thích hợp cho Rihanna, người hiện đang bắt tay thực hiện cho album phòng thu thứ ba, Good Girl Gone Bad. Reid ngay lập tức gửi bản thu thử trên cho Rihanna và cô tỏ ra tích cực về bài hát này: "Khi bản thu thử được bắt đầu chơi, tôi cứ như, 'Thứ này thú vị đây, thật là lạ.' ... Nhưng bài hát lại cứ trở nên tuyệt hơn. Tôi cứ nghe nó lần nữa rồi thêm lần nữa. Tôi đã bảo, 'Tôi cần bản thu âm này. Tôi muốn thu âm nó ngay ngày mai."
Tricky Stewart, MTV News
Dù vậy, ngay trước thềm Grammy năm 2007, Stewart và Nash nhắm bản thu thử này cho nữ danh ca dòng nhạc R&B, Mary J. Blige. Khi vẫn còn đang xác định bản thu âm này cho Rihanna, Stewart chơi bài hát này nhằm cộng tác cùng Blige, sau đó hứa trao bài hát này cho cô. Sau khi nghe được động tĩnh từ phía các tác giả, Kwak liên tục liên lạc với Stewart và quản lý của anh, Mark Stewart. Trong lúc đó, khi Blige vẫn đang chờ việc tiến cử tại giải Grammy, Stewart và Nash đồng ý chờ phản hồi của cô. Dù vậy, Blige vẫn không thể nghe được trọn vẹn bài hát này khi đang bận rộn cùng giải Grammy và "phải ngừng ký kết cùng hãng thu âm trước khi kịp nhận phản hồi trên". Sau cùng, Reid "nhập cuộc, khẳng định vị thế uy quyền và mối quan hệ hợp tác lâu dài cùng Stewart" và khẳng định, "Tôi đưa ra đề nghị tới các nhà sản xuất mà họ không thể chối từ." Tới thời điểm mà Reid thuyết phục thành công phía của Stewart, họ "không thể nào từ chối". Khi từ bỏ bản thu âm trên cho phía bên
của Reid, Mark Stewart nói thêm, "Chúng tôi biết album của Rihanna sẽ được phát hành chỉ trong vài tháng nữa. Trong khi Mary lúc đó vẫn chưa hề thực hiện album nào cả. Chúng tôi đưa ra một quyết định làm ăn đúng đắn."
Rihanna thu âm bài hát này, cùng phần sản xuất giọng hát được thực hiện bởi Thaddis "Kuk" Harrell, trong phòng thu Westlake Recording Studios, Los Angeles. Ban đầu, Stewart khẳng định việc anh vẫn cảm thấy gượng ép lúc Rihanna được chọn thu âm bài hát này, nhưng sau khi thu đoạn "ella, ella", anh cảm thấy họ đã làm được "một điều gì đó". Theo sau bản thu âm của Rihanna, rapper kiêm chủ tịch hãng Def Jam, Jay-Z, thêm vào đoạn rap của mình. Dù vậy, Jay-Z phải viết lại đoạn rap của mình mà Stewart và Nash không hề hay biết. Stewart cho rằng "từ góc nhìn của một nhà sáng tác, anh ấy chỉ thật sự khiến bài hát trở nên xuất sắc hơn, với đoạn ẩn dụ về những chiếc dù và thời tiết cùng những gì mà anh phải trải qua".
"Umbrella" được phát hành trên toàn cầu vào ngày 29 tháng 3 năm 2007 và xuất hiện trên trang mạng Def Jam của Rihanna. Bài hát sau đó được phát hành dưới dạng kỹ thuật số tại Anh Quốc vào ngày 14 tháng 5 năm 2007, cùng lần phát hành đĩa CD vào 2 tuần sau đó.

## Kết cấu
"Umbrella" là một bài hát mang các yếu tố pop và R&B. Bài hát này được sáng tác dựa trên chũm chọe, bộ tổng hợp và những đoạn bassline. Theo tạp chí Entertainment Weekly, nhịp của bài hát này được tạo nên nhờ phần mềm âm nhạc miễn phí GarageBand (Vintage Funk Kit 03) trên hệ điều hành Apple. Bài hát bắt đầu bằng đoạn rap và phần hook "ella, ella" được xuất hiện xuyên suốt phần điệp khúc.

## Đánh giá chuyên môn
"Umbrella" được giới chuyên môn tán dương rộng rãi. Andy Kellman từ AllMusic cho rằng "'Umbrella' là [bài hát xuất sắc nhất của Rihanna] cho đến hiện tại, khi mang đến những nhịp trống khuếch đại, một nền tảng vững chắc trong suốt đoạn điệp khúc và phần giọng hát theo một cách nào đó đã hoàn toàn thuyết phục mà không cần phải tỏ ra sôi nổi - một điểm lý tưởng giữa việc cố gắng quá sức và tẻ nhạt." Theo Alex Macpherson từ tạp chí The Guardian, "Umbrella" chính là "bằng chứng" cho "thành quả xứng đáng sau thời gian hoạt động nghiêm túc" của Rihanna, cùng việc khẳng định cô ấy "mang đến [trong bài hát] tuyên ngôn mãnh liệt từ lòng quả quyết của đôi trẻ đứng lên trước thế giới". Tom Breihan từ Pitchfork Media cho dù đề cao phần sản xuất bài hát, nhưng lại phân vân với phần giọng hát của Rihanna "khi cô cố lấp đầy khoảng trống giữa các nhịp chậm".
Sal Cinquemani từ Slant Magazine có viết "Bài hát này đơn thuần đã tuyệt, bất chấp bất kỳ thể loại nào, chứng tỏ Jay và Rihanna, những người từng có những bài hát ăn khách trên nhiều định dạng với một loạt đĩa đơn hoàn toàn khác biệt, đều hết mình trong việc sản xuất các sản phẩm ăn khách chất lượng-cho dù họ có khác biệt đến đâu." Quentin B. Huff từ PopMatters.com cho rằng ""Umbrella" là một bài hát bắt tai, nhiều đến mức tôi phải thú nhận việc bỏ ra cả chiều mưa để tập hát phần hook." Jonah Weiner từ Blender gọi đây là điểm nhấn của album, trong khi Kelefa Sanneh của tạp chí The New York Times mô tả đây là "một bài hát hip-hop tân thời".

### Giải thưởng và danh hiệu
Bài hát mang về cho Rihanna nhiều đề cử và giải thưởng lớn nhỏ. Vào năm 2008, "Umbrella" giúp cho Rihanna và Jay-Z nhận giải "Hợp tác rap/hát xuất sắc nhất" cùng 2 đề cử khác cho "Thu âm của năm" và "Bài hát của năm". Bài hát còn xuất hiện trong danh sách các đĩa đơn xuất sắc nhất năm 2007 của nhiều tạp chí uy tín, trong đó có Entertainment Weekly, Rolling Stone và Time. Blender phong tặng bài hát này danh hiệu "Bài hát của năm 2007" trong cuộc bình chọn của bạn đọc. Nhiều nhà phê bình bình chọn "Umbrella" là bài hát của mùa hè 2007, trong khi Kelefa Sanneh từ The New York Times xem đây là "điệu nhạc chậm trứ danh của năm 2007". Không những thế, bài hát còn xuất hiện trong các danh sách tổng kết cuối thập niên của tạp chí Pitchfork, Entertainment Weekly và NME. Nó còn được tạp chí âm nhạc lừng danh Rolling Stone liệt vào danh sách 500 bài hát vĩ đại nhất ở vị trí thứ 412, giúp Rihanna trở thành một trong những nghệ sĩ trẻ tuổi nhất xuất hiện trong danh sách trên.
Danh sách
- #1 - Cuộc bình chọn "Bài hát của năm 2007", Entertainment Weekly [31]
- #1 - 10 Đĩa đơn xuất sắc nhất 2007, Entertainment Weekly [12]
- #3 - 100 Bài hát xuất sắc nhất 2007, Rolling Stone [21]
- #3 - 10 Bài hát xuất sắc nhất 2007, Time [22]
- #25 - 500 Bài hát xuất sắc nhất thập niên, Pitchfork [27]
- #412 - 500 bài hát vĩ đại nhất, Rolling Stone [30]
- #63 - 150 bài hát xuất sắc nhất trong suốt 15 năm, NME [29]

Giải thưởng
| Năm  | Giải thưởng                        | Hạng mục                               | Kết quả   |
| ---- | ---------------------------------- | -------------------------------------- | --------- |
| 2007 | MOBO Awards                        | Video xuất sắc nhất                    | Đề cử     |
| 2007 | MOBO Awards                        | Video nghệ sĩ quốc tế xuất sắc nhất    | Đề cử     |
| 2007 | MuchMusic Video Awards             | Video nghệ sĩ quốc tế xuất sắc nhất    | Đề cử     |
| 2007 | Giải Sự lựa chọn của Giới trẻ      | Đĩa đơn được yêu thích nhất            | Đề cử     |
| 2007 | Giải Video âm nhạc của MTV         | Video của Năm                          | Đoạt giải |
| 2007 | Giải Video âm nhạc của MTV         | Video xuất sắc nhất của nữ ca sĩ       | Đề cử     |
| 2007 | Giải Video âm nhạc của MTV         | Đĩa đơn của Năm                        | Đoạt giải |
| 2007 | Giải Video âm nhạc của MTV         | Chỉ đạo nghệ thuật xuất sắc nhất       | Đề cử     |
| 2007 | MTV Video Music Awards Japan       | Video xuất sắc của Năm                 | Đề cử     |
| 2007 | Billboard Music Awards             | Hot Dance Airplay: Bài hát của Năm     | Đoạt giải |
| 2007 | Billboard Music Awards             | European Hot 100: Bài hát của Năm      | Đoạt giải |
| 2007 | Giải Âm nhạc châu Âu của MTV       | Bài hát xuất sắc nhất                  | Đề cử     |
| 2007 | VH1 Soul VIBE Awards               | Video của Năm                          | Đoạt giải |
| 2007 | Barbados Music Awards              | Video xuất sắc nhất của nữ nghệ sĩ     | Đoạt giải |
| 2007 | Belgian TMF Awards                 | Video quốc tế xuất sắc nhất            | Đề cử     |
| 2007 | Belgian TMF Awards (Nederland)     | Video quốc tế xuất sắc nhất            | Đề cử     |
| 2007 | Nickelodeon Kids' Choice Awards UK | Video MTV xuất sắc nhất                | Đề cử     |
| 2008 | Giải Grammy                        | Bài hát của Năm                        | Đề cử     |
| 2008 | Giải Grammy                        | Thu âm của Năm                         | Đề cử     |
| 2008 | Giải Grammy                        | Hợp tác rap/hát xuất sắc nhất          | Đoạt giải |
| 2008 | MuchMusic Video Awards             | Video xem nhiều nhất tại MuchMusic.com | Đoạt giải |
| 2008 | Hình Awards                        | Video âm nhạc xuất sắc nhất            | Đề cử     |

## Diễn biến thương mại

### Châu Đại Dương
"Umbrella" xuất hiện tại Australian Singles Chart ở vị trí đầu bảng vào ngày 10 tháng 6 năm 2007, trở thành đĩa đơn đạt vị trí số 1 thứ hai của Rihanna sau "SOS" (2006). Nó giữ vững ngôi đầu trong suốt 6 tuần liên tiếp, và được chứng nhận Bạch kim bởi Australian Recording Industry Association, với lượng doanh số đạt 70,000 bản. Nó có mặt trên bảng xếp hạng trong 32 tuần lễ, trở thành đĩa đơn bán chạy thứ 3 tại đó trong năm 2007. "Umbrella" mở đầu tại New Zealand Singles Chart ở vị trí thứ 34 vào ngày 15 tháng 5 năm 2007. Trong suốt 2 tuần sau, nó đạt đến vị trí thứ 33 và đạt ngôi quán quân trong tuần lễ thứ 4, trở thành đĩa đơn đạt ngôi đầu thứ hai của Rihanna sau "Pon de Replay" (2005). Nó giữ vững ngôi quán quân trong suốt 6 tuần liên tiếp, trong tổng số 24 tuần có mặt trên bảng xếp hạng. Bài hát này sau đó được chứng nhận Bạch kim bởi Recording Industry Association of New Zealand, với lượng doanh số đạt 15,000 bản, trở thành đĩa đơn bán chạy nhất năm 2007 tại đó.

### Bắc Mỹ

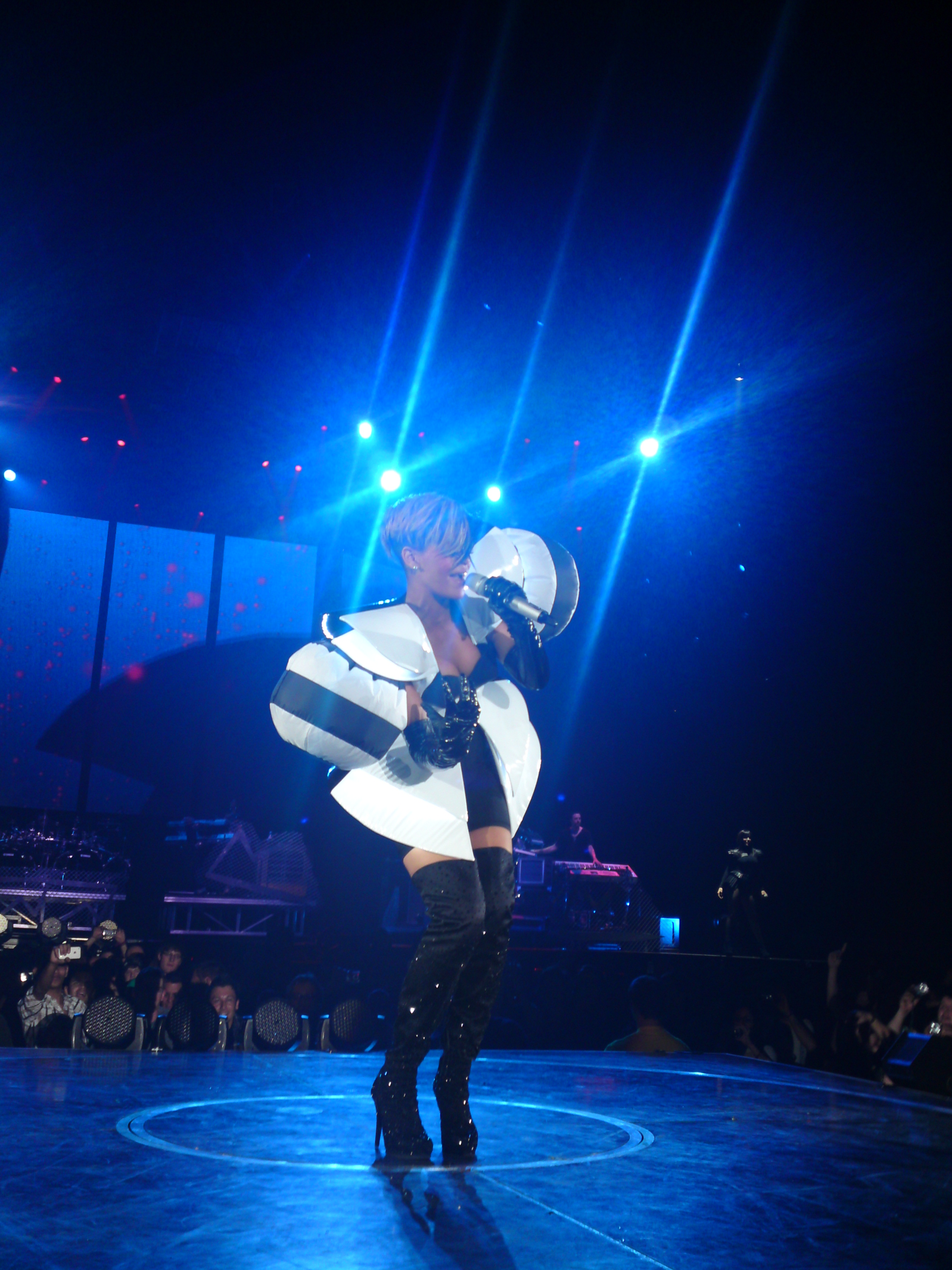
Rihanna trình diễn "Umbrella" tại Zurich trong chuyến lưu diễn Last Girl on Earth Tour, 2010.

"Umbrella" mở đầu tại vị trí thứ 91 trên Billboard Hot 100 Hoa Kỳ trong ấn bản ngày 28 tháng 7 năm 2007. Trong tuần lễ kế tiếp, bài hát nhảy lên vị trí thứ 72, và đạt đến vị trí thứ 63 trong tuần lễ thứ 3. Trong tuần lễ thứ 4, thứ 5 và thứ 6 trên bảng xếp hạng, bài hát lần lượt đạt đến các thứ hạng 52, 44 và 41. Trong lần phát hành đĩa của "Umbrella", nó có cú mở màn thành công nhất trong lịch sử 6 năm hoạt động của hệ thống iTunes tại Hoa Kỳ, phá vỡ kỷ lục của nữ ca sĩ người Colombia Shakira và nam nghệ sĩ hip-hop người Mỹ Wyclef Jean trong đĩa đơn "Hips Don't Lie". Với lần phát hành kỹ thuật số, "Umbrella" đạt đến ngôi quán quân trong tuần lễ thứ 7 trên bảng xếp hạng, được công bố trong ấn bản ngày 9 tháng 6 năm 2007. Bài hát còn mở đầu tại ngôi đầu bảng Hot Digital Songs, với lượng doanh số trong tuần đầu vượt ngưỡng 277,000 bản. Đĩa đơn này có cú mở màn kỹ thuật số cao nhất tại Hoa Kỳ kể từ khi hệ thống Nielsen SoundScan bắt đầu thống kê lượt tải về từ năm 2003, vượt mặt "SexyBack" của nam ca sĩ Justin Timberlake với 250,000 bản vào năm 2006. Việc dẫn đầu Hot 100 của "Umbrella" cũng đánh dấu lần thứ 2 Rihanna có đĩa đơn đạt ngôi quán quân, theo sau đĩa đơn ăn khách "SOS" (2006), và cũng là bài hát có cú nhảy lên ngôi đầu lớn nhất tại Hot 100 lúc bấy giờ, mà chỉ dựa vào lượng doanh số kỹ thuật số. "Umbrella" giữ vững ngôi quán quân trong suốt 7 tuần liên tiếp, nhờ vào lượng tìm nghe lớn trên các đài phát thanh, đồng thời chặn đầu "Party Like a Rockstar" của ban nhạc rap người Mỹ Shop Boyz. "Umbrella" sau cùng trở thành đĩa đơn thể hiện tốt thứ hai trong năm 2007 trên Hot 100, chỉ đứng sau đĩa đơn ăn khách "Irreplaceable" của Beyoncé, với tổng cộng 10 tuần đứng ở ngôi đầu bảng.
"Umbrella" mở đầu tại vị trí thứ 42 trên bảng xếp hạng Radio Songs Hoa Kỳ vào ngày 28 tháng 4 năm 2007. Trong tuần kế tiếp, bài hát leo lên vị trí thứ 29, và đạt đến vị trí thứ 17 trong tuần thứ 4. Nó đạt đến vị trí thứ 3 vào ngày 2 tháng 6 năm 2007, trước khi đạt ngôi đầu vào ngày 14 tháng 7 năm 2007, và giữ vững vị trí đó trong vòng 4 tuần liên tiếp. Trên bảng xếp hạng Pop Songs, "Umbrella" mở đầu tại vị trí thứ 77 trong ấn bản ngày 28 tháng 4 năm 2007. Sau 8 tuần xuất hiện, "Umbrella" nhảy từ vị trí thứ 31 lên ngôi quán quân và tiếp tục giữ vững ngôi vị của mình trong vòng 6 tuần sau đó. Tại Hot R&B/Hip Hop Songs, "Umbrella" mở đầu tại vị trí thứ 69 vào ngày 21 tháng 4 năm 2007. Sau cùng, bài hát đạt đến vị trí thứ 4 vào ngày 14 tháng 7 năm 2007. "Umbrella" còn đạt đến vị trí đầu bảng Hot Dance Club Songs vào ngày 7 tháng 7 năm 2007 trong suốt 2 tuần liên tiếp, sau 5 tuần xuất hiện trên bảng xếp hạng đó.
Tính đến tháng 6 năm 2013, "Umbrella" đạt doanh số 4,236,000 bản kỹ thuật số tại Hoa Kỳ và là đĩa đơn bán chạy thứ năm của Rihanna tại đó. Bài hát còn mở đầu tại ngôi quán quân ở Canada, trở thành bài hát đầu tiên đạt ngôi đầu tại bảng xếp hạng Canadian Hot 100.

### Châu Âu
Đĩa đơn này tiếp tục đạt thành công lớn tại khu vực châu Âu, mà nổi bật là tại Anh Quốc. Bài hát mở đầu tại UK Singles Chart ở vị trí đầu bảng, mà chỉ nhờ lượng doanh số kỹ thuật số, giúp Rihanna lần đầu tiên trở thành nhà quán quân tại đó. Trong tuần lễ thứ tư của "Umbrella" trên bảng xếp hạng, album Good Girl Gone Bad của cô đạt đến ngôi đầu bảng Albums, giúp cô lần đầu có được chiến thắng cùng lúc ở hai bảng xếp hạng này. Bài hát sau đó phá vỡ kỷ lục của Gnarls Barkley cùng đĩa đơn "Crazy" cho nhà quán quân trụ vững lâu nhất thập niên, với 9 tuần liền giữ vững phong độ. "Umbrella" sau cùng đạt tổng cộng 10 tuần trên ngôi vị cao nhất, trở thành đĩa đơn giữ ngôi đầu lâu nhất UK Singles Chart trong thế kỷ thứ 21. Bên cạnh đó, Rihanna cũng là nghệ sĩ thứ 7 trong lịch sử dẫn đầu bảng xếp hạng này trong 10 tuần liền. Cuối năm 2008, "Umbrella" tẩu tán hơn 600,000 bản, trở thành đĩa đơn bán chạy nhất của cô vào thời điểm đó, trước khi bị vượt mặt bởi đĩa đơn "Love the Way You Lie" mà cô hợp tác cùng Eminem vào năm 2010. Đây cũng là đĩa đơn bán chạy thứ hai tại Anh Quốc trong năm 2007, chỉ đứng sau đĩa đơn ăn khách "Bleeding Love" của nữ ca sĩ Leona Lewis. Vào ngày 12 tháng 12 năm 2008, nó được chứng nhận đĩa Bạch kim bởi British Phonographic Industry với lượng doanh thu đạt ngưỡng 600,000 bản. Tổng cộng, "Umbrella" trải qua 51 tuần trên bảng xếp hạng Anh Quốc, trở thành đĩa đơn có thời gian trụ hạng dài thứ 20 mọi thời đại. Nó còn xuất hiện thêm 20 tuần nữa trong Top 100, nâng tổng số tuần lên con số 71, đồng nghĩa với khoảng thời gian 3 năm liên tiếp, vị trí đầu bảng vào 2007, thứ 18 vào 2008 và vị trí thứ 99 vào 2009.
"Umbrella" cũng đạt được thành công tương tự tại khu vực châu Âu, khi dẫn đầu các bảng xếp hạng trong thời gian dài, có bao gồm Thụy Sĩ với 9 tuần lễ, Na Uy trong 7 tuần, Đức trong 5 tuần, Áo trong 4 tuần và Bỉ trong 3 tuần. Nó còn đạt ngôi quán quân tại Đan Mạch và Hungary. Tại Tây Ban Nha, bài hát 8 lần được chứng nhận Bạch kim từ PROMUSICAE, với lượng doanh thu đạt ngưỡng 160,000 bản. Bên cạnh đó, "Umbrella" còn đạt đến top 5 tại Cộng hòa Séc, Phần Lan, Ý, Hà Lan, và Thụy Điển. Tại Pháp, bài hát đạt đến top 10.
Bài hát đã tiêu thụ hơn 6.6 triệu bản trên toàn cầu, trở thành một trong những đĩa đơn bán chạy nhất mọi thời đại.

## Video âm nhạc

### Bối cảnh

Rihanna bôi bạc trong video "Umbrella"

Trong khi thực hiện album của mình, các ý tưởng bắt đầu được nêu lên về hình ảnh của Rihanna, dẫn đến video âm nhạc của cô. Cô nhờ nam đạo diễn video âm nhạc người Mỹ Chris Applebaum gửi cho cô "một điều gì đó" để thực hiện. Người đại diện của hãng Def Jam đã mong đợi thành quả từ Applebaum. Để phản hồi, Applebaum nhanh chóng thực hiện việc phác thảo cho video này, một trong những ý tưởng đầu tiên của anh là việc bôi bạc trên cơ thể của Rihanna. Applebaum ban đầu tỏ ra hoài nghi việc Rihanna có đồng ý với ý tưởng này hay không nhưng anh nhận được sự đồng tình từ cô. Nghệ sĩ hóa trang Pamela Neal trộn sơn bạc để giúp cho Rihanna thực hiện video. Cảnh quay này được quay kín giữa Rihanna, Applebaum và trợ lý ghi hình. Hiệu ứng hình ảnh được giám sát bởi Bert Yukich và được sản xuất bởi by Amy Yukich.

### Phát hành và tiếp nhận

Một cảnh từ video âm nhạc "Umbrella"

Video âm nhạc này được phát hành vào ngày 26 tháng 4 năm 2007 trên trang web của Rihanna. Phiên bản tải kỹ thuật số được chào bán tại Hoa Kỳ chỉ từ trang web này trong một thời gian ngắn. Video còn được phát hành chính thức trên cửa hàng iTunes vào ngày 11 tháng 5 năm 2007 và đạt ngôi đầu bảng trong suốt 8 tuần. Vào ngày 1 tháng 5 năm 2007, "Umbrella" xuất hiện trên Total Request Live MTV tại vị trí thứ 10, trước khi đạt ngôi quán quân vào ngày 9 tháng 5 và giữ vững ngôi vị trong vòng 15 ngày, trở thành lần giữ ngôi đầu lâu nhất năm 2007. Video cũng được chơi thường xuyên trên kênh truyền hình MTV trong nửa sau năm 2007; nó đã vượt ngưỡng 8,000 lượt xem và được chứng nhận Bạch kim tại TV Platinum and Gold Video Awards. Video còn giành 3 giải MTV Video Music Awards trong năm 2007, bao gồm "Video của Năm" và "Đĩa đơn của năm", cùng một đề cử khác cho "Nữ nghệ sĩ xuất sắc của Năm".

## Trình diễn trực tiếp
"Umbrella" được trình diễn bởi Rihanna trong lễ trao giải MTV Movie Awards 2007 vào ngày 3 tháng 6 năm 2007. Tại Anh Quốc, cô trình bày bài hát này tại giải The Brit Awards vào năm 2008 và trong chương trình AOL. Tại Pháp, cô tiếp tục trình bày bài hát này trên Star Academy. "Umbrella" cũng được chọn trình diễn hạ màn trong chuyến lưu diễn Good Girl Gone Bad Tour, Last Girl on Earth Tour, The Loud Tour và được xuất hiện trong Diamonds World Tour. Rihanna còn trình diễn "Umbrella" trong chương trình Radio 1's Hackney Weekend vào ngày 24 tháng 5 năm 2012.

## Di sản

### "Lời nguyền Rihanna"
Khi bài hát này đạt ngôi đầu bảng tại Anh Quốc cũng là lúc tại đó xảy ra một trận lũ lụt nặng nề vào năm 2007, khiến tờ báo quốc gia The Sun đùa cợt cho rằng hai sự kiện này có liên quan đến nhau, và giới truyền thông châm biếm gọi đây là "Lời nguyền Rihanna." Họ còn chú ý đến ngày ghi hình cho video của đĩa đơn này là vào dịp Thứ 6 ngày 13 (13 tháng 4 năm 2007), khiến sự việc này càng thêm tính trùng khớp. Trước khi phát hành đĩa đơn này vào ngày 14 tháng 5, nhiệt độ tại Luân Đôn tương đối cao, khi đạt đến 20 °C. Tuy nhiên, chỉ sau khi phát hành được một ngày, "những cảnh báo nguy hiểm về thời tiết leo lên đầu trang tin tức". Một bài báo trên tờ The Sun còn thúc giục đọc giả tham gia chiến dịch loại bài hát này khỏi ngôi quán quân của bảng xếp hạng và khuyên họ nên chọn tải những bài hát mang chủ đề về nắng hay mùa hè khác.
Tình trạng tương tự cũng xảy ra tại New Zealand, nơi bài hát đạt ngôi dẫn đầu trong khoảng đầu mùa đông năm 2007, khi cả nước bị chìm trong cơn bão tồi tệ nhất trong lịch sử. Theo các điều kiện thời tiết trên, Taranaki, Tauranga và Auckland đều phải chịu những cơn bão và ngập lụt tại vùng Far North. Khi đĩa đơn này rời khỏi ngôi quán quân, tình trạng thời tiết tại New Zealand lại cân bằng trở lại, cho dù Hawke's Bay vẫn còn gặp bão.
Tại Romania, "Umbrella" tấn công các trạm phát thanh trên toàn quốc trong mùa hè. Nửa đầu mùa hè năm đó là khoảng thời gian nóng và khô nhất tại Romania kể từ 1946. Kể từ khi bài hát này đạt đến top 10 và nắm giữ ngôi quán quân, tại đó phải trải qua cơn bão tồi tệ và nặng hạt nhất trong lịch sử. Khi bài hát này dần rơi ra khỏi bảng xếp hạng, cơn bão này mới chấm dứt và nhiệt độ mới giảm dần.

### Trên các phương tiện truyền thông
- Criminal Minds – Tập phim: "3rd Life"
- Ghost Whisperer - Tập phim: "Weight of What Was"
- Cold Case – Tập phim: "The Road"
- Glee – Tập phim: "The Substitute" (kết hợp cùng bài hát "Singin' in the Rain")
- The Office - Tập phim: "Weight Loss"
- Lễ mở màn 2012 Summer Paralympics
- The Casual Vacancy

## Các định dạng và danh sách bài hát
| US Promo Only CD single 1. "Umbrella" featuring Jay-Z (Radio Edit) - 4:14 2. "Umbrella" (No Rap Edit) - 4:00 Australian, European Cd single 1. "Umbrella" (Radio Edit) - 4:14 2. "Umbrella" (Seamus Haji & Paul Emanuel Radio Edit) - 3:59 EU enhanced Maxi-CD single GR enhanced CD single 1. "Umbrella" (Radio Edit) - 4:14 2. "Umbrella" (Seamus Haji & Paul Emanuel Remix) - 4:01 3. "Umbrella" (The Lindbergh Palace Remix) - 7:54 4. "Umbrella" (Video Enhancment) American 12" vinyl Sides A & B 1. "Umbrella" (Radio Edit) - 4:14 2. "Umbrella" (Radio Instrumental) - 4:17 European 12" vinyl Side A 1. "Umbrella" (Seamus Haji & Paul Emanuel Remix) - 4:01 Side B 1. "Umbrella" (Radio Edit) - 4:14 2. "Umbrella" (Instrumental) - 4:37 | American, Brazilian promo CD single 1. "Umbrella" (Seamus Haji & Paul Emanuel Radio Edit) - 3:59 2. "Umbrella" (Jody Den Broeder Lush Radio Edit) - 4:42 3. "Umbrella" (Jody Den Broeder Destruction Radio Edit) - 4:25 4. "Umbrella" (The Lindbergh Palace Radio Edit) - 3:54 5. "Umbrella" (Seamus Haji & Paul Emanuel Club Remix) - 6:35 6. "Umbrella" (Jody Den Broeder Lush Club Remix) - 9:11 7. "Umbrella" (Jody Den Broeder Destruction Remix) - 7:57 8. "Umbrella" (The Lindbergh Palace Remix) - 7:54 9. "Umbrella" (The Lindbergh Palace Dub) - 6:46 British promo CD single 1. "Umbrella" (Seamus Haji & Paul Emanuel Club Mix) - 6:35 2. "Umbrella" (Jody Den Broeder Lush Club Mix) - 9:11 3. "Umbrella" (The Lindbergh Palace Remix) - 7:54 4. "Umbrella" (Jody Den Broeder Destruction Remix) - 7:57 5. "Umbrella" (The Lindbergh Palace Dub) - 6:46 6. "Umbrella" (Seamus Haji & Paul Emanuel Radio Edit) - 3:59 7. "Umbrella" (The Lindbergh Palace Radio Edit) - 3:54 |

## Bảng xếp hạng
| Bảng xếp hạng (2007)                     | Vị trí cao nhất |
| ---------------------------------------- | --------------- |
| Úc (ARIA)                                | 1               |
| Áo (Ö3 Austria Top 40)                   | 1               |
| Bỉ (Ultratop 50 Flanders)                | 1               |
| Bỉ (Ultratop 50 Wallonia)                | 3               |
| Canada (Canadian Hot 100)                | 1               |
| Czech Republic (IFPI)                    | 1               |
| Đan Mạch (Tracklisten)                   | 1               |
| Châu Âu Hot 100 Singles (Billboard)      | 1               |
| Phần Lan (Suomen virallinen lista)       | 1               |
| Pháp (SNEP)                              | 6               |
| Đức (GfK)                                | 1               |
| Hungary (Rádiós Top 40)                  | 1               |
| Hungary (Single Top 40)                  | 5               |
| Ireland (IRMA)                           | 1               |
| Ý (FIMI)                                 | 1               |
| Hà Lan (Single Top 100)                  | 1               |
| New Zealand (Recorded Music NZ)          | 1               |
| Na Uy (VG-lista)                         | 1               |
| Romania (Romanian Top 100)               | 1               |
| Slovakia (Rádio Top 100)                 | 1               |
| Thụy Điển (Sverigetopplistan)            | 1               |
| Thụy Sĩ (Schweizer Hitparade)            | 1               |
| Anh Quốc (OCC)                           | 1               |
| Hoa Kỳ Billboard Hot 100                 | 1               |
| Hoa Kỳ Dance Club Songs (Billboard)      | 1               |
| Hoa Kỳ Hot R&B/Hip-Hop Songs (Billboard) | 4               |
| Hoa Kỳ Pop Airplay (Billboard)           | 1               |
| Venezuela Pop Rock (Record Report)       | 1               |

| Năm  | Bảng xếp hạng                        | Thứ hạng |
| ---- | ------------------------------------ | -------- |
| 2007 | Australia (ARIA)                     | 3        |
| 2007 | Australia Urban (ARIA)               | 2        |
| 2007 | Austria (Ö3 Austria Top 40)          | 2        |
| 2007 | Belgium (Ultratop 50 Flanders)       | 5        |
| 2007 | Belgium (Ultratop 50 Wallonia)       | 10       |
| 2007 | France (SNEP)                        | 46       |
| 2007 | Germany (Media Control Charts)       | 5        |
| 2007 | Hungary (Mahasz)                     | 11       |
| 2007 | Ireland (IRMA)                       | 2        |
| 2007 | Italy (FIMI)                         | 7        |
| 2007 | Netherlands (Dutch Top 40)           | 8        |
| 2007 | New Zealand (RIANZ)                  | 1        |
| 2007 | Switzerland (Schweizer Hitparade)    | 2        |
| 2007 | Sweden (Sverigetopplistan)           | 9        |
| 2007 | UK Singles (Official Charts Company) | 2        |
| 2007 | US Billboard Hot 100                 | 2        |
| 2008 | Australia Urban (ARIA)               | 32       |
| 2008 | Switzerland (Schweizer Hitparade)    | 86       |
| 2008 | UK Singles (Official Charts Company) | 94       |

| Bảng xếp hạng (2000–09)              | Vị trí |
| ------------------------------------ | ------ |
| Germany (Media Control Charts)       | 72     |
| UK Singles (Official Charts Company) | 33     |
| US Billboard Hot 100                 | 57     |
| US Hot Digital Songs (Billboard)     | 27     |
| US Hot Ringtones (Billboard)         | 29     |
| US Radio Songs (Billboard)           | 75     |

## Chứng nhận doanh số
| Quốc gia                     | Chứng nhận  |
| ---------------------------- | ----------- |
| Úc (ARIA)                    | Bạch kim    |
| Bỉ (BEA)                     | Bạch kim    |
| Brasil (Pro-Música Brasil)   | Bạch kim    |
| Đan Mạch (IFPI Đan Mạch)     | 2× Bạch kim |
| Phần Lan (Musiikkituottajat) | Bạch kim    |
| Đức (BVMI)                   | Bạch kim    |
| Nhật Bản (RIAJ)              | Vàng        |
| New Zealand (RMNZ)           | Bạch kim    |
| Tây Ban Nha (PROMUSICAE)     | 8× Bạch kim |
| Thụy Sĩ (IFPI)               | Vàng        |
| Anh Quốc (BPI)               | Bạch kim    |
| Hoa Kỳ (RIAA)                | 3× Bạch kim |
| Tổng chứng nhận doanh số:    | 4,595,000   |

## Lịch sử phát hành
| Quốc gia | Ngày phát hành      | Định dạng                   | Nhãn thu âm     | Nguồn                   |
| -------- | ------------------- | --------------------------- | --------------- | ----------------------- |
| Hoa Kỳ   | 24 tháng 4 năm 2007 | Mainstream radio            | Def Jam         | [ 166 ] [ 167 ] [ 168 ] |
| Hoa Kỳ   | 24 tháng 4 năm 2007 | Rhythmic contemporary radio | Def Jam         | [ 166 ] [ 167 ] [ 168 ] |
| Hoa Kỳ   | 24 tháng 4 năm 2007 | Urban radio                 | Def Jam         | [ 166 ] [ 167 ] [ 168 ] |
| Anh Quốc | 14 tháng 5 năm 2007 | Tải nhạc số                 | Mercury Records | [ 169 ]                 |
| Anh Quốc | 28 tháng 5 năm 2007 | CD Đĩa đơn                  | Mercury Records | [ 169 ]                 |
| Đức      | 25 tháng 5 năm 2007 | CD Đĩa đơn                  | Universal Music | [ 170 ]                 |
| Pháp     | 23 tháng 7 năm 2007 | CD Đĩa đơn                  | Def Jam         | [ 171 ]                 |